# Eucalyptus virens
Eucalyptus virens är en myrtenväxtart som beskrevs av Murray Ian Hill Brooker. Eucalyptus virens ingår i släktet Eucalyptus och familjen myrtenväxter. Inga underarter finns listade i Catalogue of Life.